# Тициус (лунный кратер)
Кратер Тициус (лат. Titius) — крупный древний ударный кратер в южном полушарии обратной стороны Луны. Название присвоено в честь немецкого физика и математика Иоганна Даниэля Тициуса (1729—1796) и утверждено Международным астрономическим союзом в 1970 г. Образование кратера относится к донектарскому периоду.

## Описание кратера
Ближайшими соседями кратера Тициус являются кратер Лауритсен на западе; кратер Ковальский на севере; кратер Боудич на северо-востоке и кратер Доннер на юге-юго-западе. На востоке-северо-востоке от кратера расположены четыре маленьких кратера – Бава, Эдит, Карима и Фейруз; за ними расположена борозда Зигфрида. На востоке-юко-востоке от кратера находится Озеро Одиночества. Селенографические координаты центра кратера 26°45′ ю. ш. 100°40′ в. д. / 26,75° ю. ш. 100,66° в. д., диаметр 68,4 км, глубина 2,8 км
Кратер Тициус имеет близкую к циркулярной форму и значительно разрушен за длительное время своего существования.  Вал существенно сглажен и перекрыт множеством кратеров различного размера, юго-западная часть вала почти полностью разрушена и перекрыта сателлитными кратерами Тициус Q и Тициус N. Дно чаши относительно ровное, испещрено множеством мелких кратеров.  В юго-западной части чаши расположен сателлитный кратер Тициус R.

## Сателлитные кратеры
| Тициус | Координаты                                              | Диаметр, км |
| ------ | ------------------------------------------------------- | ----------- |
| J      | 27°31′ ю. ш. 101°35′ в. д. / 27,52° ю. ш. 101,59° в. д. | 20,2        |
| N      | 28°03′ ю. ш. 100°19′ в. д. / 28,05° ю. ш. 100,32° в. д. | 17,0        |
| Q      | 27°57′ ю. ш. 99°00′ в. д. / 27,95° ю. ш. 99° в. д.      | 50,6        |
| R      | 27°11′ ю. ш. 100°08′ в. д. / 27,19° ю. ш. 100,14° в. д. | 12,6        |

- Образование сателлитного кратера Тициус Q относится к нектарскому периоду[1].

## См.также
- Список кратеров на Луне
- Лунный кратер
- Морфологический каталог кратеров Луны
- Планетная номенклатура
- Селенография
- Минералогия Луны
- Геология Луны
- Поздняя тяжёлая бомбардировка